# Prosopocera forchhammeriana
Prosopocera forchhammeriana är en skalbaggsart som beskrevs av Stefan von Breuning 1986. Prosopocera forchhammeriana ingår i släktet Prosopocera och familjen långhorningar. Inga underarter finns listade i Catalogue of Life.